# Ron Dean
Ronald Charles „Ron“ Dean (* 15. August 1938 in Chicago, Illinois) ist ein US-amerikanischer Schauspieler. In seiner über 45 Jahre andauernden Karriere hatte er Haupt- und Nebenrollen in Filmen, Hollywood-Blockbustern sowie in zahlreichen Fernsehserien.

## Leben
Dean wurde in Chicago geboren und ging auf die Dekalb High School, das Wright College und besuchte die Illinois State Training School for Boys. Um sich seinen Lebensunterhalt zu verdienen, arbeitete er zunächst als Portier und als Fahrer von „Penny-Taxis“. Nach einem Bruch in seinem Leben im Alter von siebzehn Jahren wendete er sich elf Jahre später der Schauspielerei zu und fand schließlich einen Agenten, der ihm erste Rollen vermittelte.
Dean war – bis zu ihrem Tod am 30. August 2006 – mit Marilyn Sue Brannes verheiratet.

## Karriere
Sein Film- und Fernsehdebüt hatte Dean, der nie Schauspielunterricht genommen hatte, im Jahr 1976 mit dem Film The Last Affair und 1979 in der kurzlebigen, in Chicago spielenden Fernsehserie The Duke.
In den 1980er Jahren spielte er in Filmen wie Lockere Geschäfte (1983), Die Aufsässigen (1984), Die Farbe des Geldes (1986), Cocktail (1988) und Die Killer-Brigade (1989) mit – gemeinsam mit Gene Hackman. In The Babe – Ein amerikanischer Traum spielte er 1992 an der Seite von John Goodman. 1993 war er zusammen mit Harrison Ford und Tommy Lee Jones im Film Auf der Flucht zu sehen und im Folgejahr in Der Klient, ebenfalls mit Tommy Lee Jones. Zu nennenswerten Filmen der 2000er Jahre zählen Rollen in Jede Sekunde zählt – The Guardian (2006) und in The Dark Knight (2008). In dem Film The Fighter aus dem Jahr 2010 sollte er ursprünglich die Rolle des George Ward spielen, diese wurde aber schließlich mit Jack McGee besetzt.
Dean wirkte in insgesamt drei Kinofilmen an der Seite von Tom Cruise mit: in Lockere Geschäfte, in Die Farbe des Geldes und in Cocktail; in letzterem verkörperte er den Onkel von Cruise’ Charakter. Außerdem war er in den meisten Filmen des Regisseurs Andrew Davis zu sehen.
Im Fernsehen war er unter anderem in Mord ist ihr Hobby (1984), T. J. Hooker, Frasier (1993), New York Cops – NYPD Blue (1993), Emergency Room – Die Notaufnahme (1994), Chicago Hope – Endstation Hoffnung (1994), The West Wing – Im Zentrum der Macht (1999), CSI: Vegas (2000), Without a Trace – Spurlos verschwunden (2002), Still Standing (2002), Cold Case – Kein Opfer ist je vergessen (2003) und Numbers – Die Logik des Verbrechens (2005) zu sehen.
Wiederkehrende Rollen hatte er zwischen 1985 und 1986 als Sergeant Gino Gianelli in der Krimiserie Die Lady mit dem Colt, zwischen 1986 und 1988 als Chief Kramer in Crime Story an der Seite von Dennis Farina, zwischen 2012 und 2013 als James Whoritsky in Chicago Fire (sowie dessen Ableger Chicago P.D.) und zwischen 1996 und 2000 als der pensionierte Chicagoer Polizist Marion Crumb in Allein gegen die Zukunft.
Weitere erwähnenswerte Rollen als Polizist hatte er in Angel Street und in Special Unit.
Durch seine markantes Auftreten, seinen Chicagoer Dialekt und die häufige Darstellung von „Cops aus Chicago“ wird Dean bevorzugt in dieser Rolle besetzt (Typecasting); so spielte er zwischen 1979 und 2012 über 33 Jahre den Typus des „Polizisten aus Chicago“ – bislang häufiger als die meisten anderen Schauspieler.
1996 wurde Dean für den „Joseph-Jefferson-Preis“ in einer Nebenrolle des Theaterstücks Supple in Combat der Steppenwolf Theatre Company in Chicago nominiert, gemeinsam mit Linda Stephens. Neben seiner Arbeit auf der Bühne sowie in Film und Fernsehen war er in den 2000er Jahren Werbefigur des US-amerikanischen Bezahlfernsehen-Anbieters DirecTV.
Im deutschen Sprachraum wurde er unter anderem von Alexander Allerson, Hans-Werner Bussinger, Niels Clausnitzer, Hans-Eckart Eckhardt, Rüdiger Evers, Bert Franzke, Norbert Gastell, Karl-Heinz Grewe, Lothar Grützner, Roland Hemmo, Alexander Herzog, Wolfgang Hess, Gerd Holtenau, Klaus Kindler, Helmut Krauss, Uli Krohm, Horst Lampe, Hans Nitschke, Edgar Ott, Gerhard Paul, Manfred Petersen, Johannes Raspe, Peter Schlesinger, Klaus Sonnenschein, Hans Teuscher, Andreas Thieck, David Turba, Wolfgang Völz, Manfred Wagner, Bodo Wolf und Roman Wolko synchronisiert.

## Filmografie (Auswahl)

### Filme
- 1976: The Last Affair
- 1981: Zwei wie Katz und Maus (Continental Divide)
- 1983: Lockere Geschäfte (Risky Business)
- 1983: Chicago Cop
- 1983: Die letzte Schicht (Heart of Steel, Fernsehfilm)
- 1984: Die Aufsässigen (Teachers)
- 1984: The Lost Honor of Kathryn Beck (Fernsehfilm)
- 1984: Mr. T – Man at the Top (The Toughest Man in the World, Fernsehfilm)
- 1985: Der Frühstücksclub (The Breakfast Club)
- 1985: Cusack – Der Schweigsame (Code of Silence)
- 1985: Pink Nights – Rosarote Träume (Pink Nights)
- 1985: Vegetable House
- 1986: Nothing in Common – Sie haben nichts gemeinsam (Nothing in Common)
- 1986: Die Farbe des Geldes (The Color of Money)
- 1986: The Birthday Boy (Fernsehfilm)
- 1987: Light of Day – Im Lichte des Tages (Light of Day)
- 1987: Big Shots – Zwei Kids gegen die Unterwelt (Big Shots)
- 1987: Glory Days (Fernsehfilm)
- 1988: Nico (Above the Law)
- 1988: Cocktail
- 1989: Die Killer-Brigade (The Package)
- 1989: Den Träumen keine Chance (Dream Breakers, Fernsehfilm)
- 1989: Elvis Stories (Kurzfilm)
- 1990: Sex, Liebe und Freundschaft (Shaking the Tree)
- 1990: Hammer, Slammer & Slade (Fernsehfilm)
- 1991: Cold Justice
- 1992: The Babe – Ein amerikanischer Traum (The Babe)
- 1992: Im Netz der Lügen (Legacy of Lies, Fernsehfilm)
- 1993: Auf der Flucht (The Fugitive)
- 1993: Touchdown – Sein Ziel ist der Sieg (Rudy)
- 1993: Angel Street (Fernsehfilm)
- 1994: Der Klient (The Client)
- 1994: Änglagård – Andra sommaren
- 1995: Different Minds – Feindliche Brüder (Steal Big Steal Little)
- 1996: Auge um Auge (Eye for an Eye)
- 1996: Außer Kontrolle (Chain Reaction)
- 1997: 35 Miles from Normal
- 1997: Night of the Lawyers
- 1997: Chicago Cab
- 1999: Time to Pay
- 2000: Sailorman (Kurzfilm)
- 2001: Joey Petrone: TV Cop (Kurzfilm)
- 2002: Lana’s Rain
- 2002: Swimming Upstream
- 2004: Wild Things 2
- 2004: The Wild Card
- 2006: Jede Sekunde zählt – The Guardian (The Guardian)
- 2006: Voices from the Graves
- 2008: The Dark Knight
- 2008: Raging Goodfellow (Kurzfilm)
- 2011: Sam Steele and the Crystal Chalice
- 2012: The Voices from Beyond
- 2013: Verlobung mit Hindernissen (One Small Hitch)
- 2013: Recalculating (Kurzfilm)
- 2015: Out of Touch (Kurzfilm)
- 2017: Good Cop, Bad Cop with Ron Dean (Dokumentation)

### Fernsehserien
- 1979: The Duke (eine Folge)
- 1985: T. J. Hooker (eine Folge)
- 1985–1986: Die Lady mit dem Colt (Lady Blue, 5 Folgen)
- 1986–1987: Crime Story (9 Folgen)
- 1987: The Oldest Rookie (eine Folge)
- 1988: Kampf gegen die Mafia (Wiseguy, eine Folge)
- 1990: Alles total normal – Die Bilderbuchfamilie (True Colors, eine Folge)
- 1990: D.E.A. – Krieg den Drogen (DEA, eine Folge)
- 1991: Ein Grieche erobert Chicago (Perfect Strangers, eine Folge)
- 1992: Angel Street (5 Folgen)
- 1993: Küss mich, Kleiner! (Flying Blind, eine Folge)
- 1993: Missing Persons (eine Folge)
- 1994–1998: Frasier (3 Folgen)
- 1994–2004: New York Cops – NYPD Blue (NYPD Blue, 5 Folgen)
- 1995: Pig Sty (eine Folge)
- 1995: Mord ist ihr Hobby (Murder, She Wrote, eine Folge)
- 1996: Life’s Work (2 Folgen)
- 1996–2000: Allein gegen die Zukunft (Early Edition, 17 Folgen)
- 1998: Emergency Room – Die Notaufnahme (ER, eine Folge)
- 1999: Chicago Hope – Endstation Hoffnung (Chicago Hope, eine Folge)
- 2001: Family Law (eine Folge)
- 2001: What About Joan (eine Folge)
- 2001: Special Unit 2 – Die Monsterjäger (Special Unit 2, 2 Folgen)
- 2002: Raising Dad – Wer erzieht wen? (Raising Dad, eine Folge)
- 2003: Karen Sisco (eine Folge)
- 2004: The West Wing – Im Zentrum der Macht (The West Wing, eine Folge)
- 2004: Without a Trace – Spurlos verschwunden (Without a Trace, eine Folge)
- 2004: CSI: Den Tätern auf der Spur (CSI: Crime Scene Investigation, eine Folge)
- 2004: The Handler (eine Folge)
- 2004–2006: Still Standing (2 Folgen)
- 2005: Numbers – Die Logik des Verbrechens (NUMB3RS, eine Folge)
- 2005: Six Feet Under – Gestorben wird immer (Six Feet Under, eine Folge)
- 2005: Cold Case – Kein Opfer ist je vergessen (Cold Case, eine Folge)
- 2009: The Beast (eine Folge)
- 2012–2013: Chicago Fire (3 Folgen)
- 2015: Sense8 (eine Folge)
- 2016: Chicago P.D. (eine Folge)